# Anàlisi elemental
L'anàlisi elemental en química analítica representa la determinació de quins elements químics i en quina quantitat s'uneixen per formar un material donat o una substància química (per exemple, sòl, aigua potable o residual, líquids corporals, minerals, compostos químics...). De vegades es fa el mateix respecte la composició d'isotòpica. La quantitat dels elements presents s'expressa normalment en percentatge.

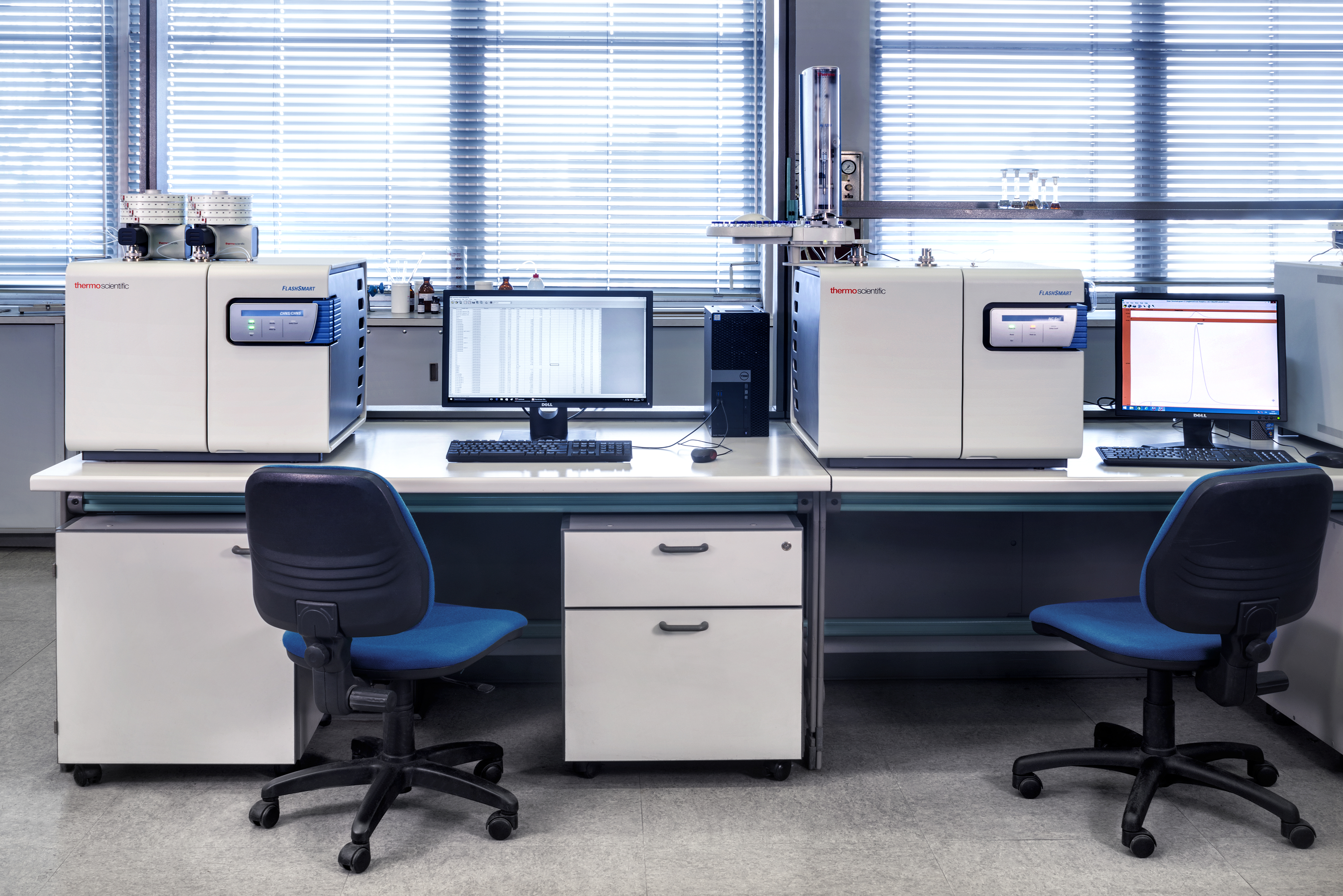
Laboratori d'anàlisi elemental
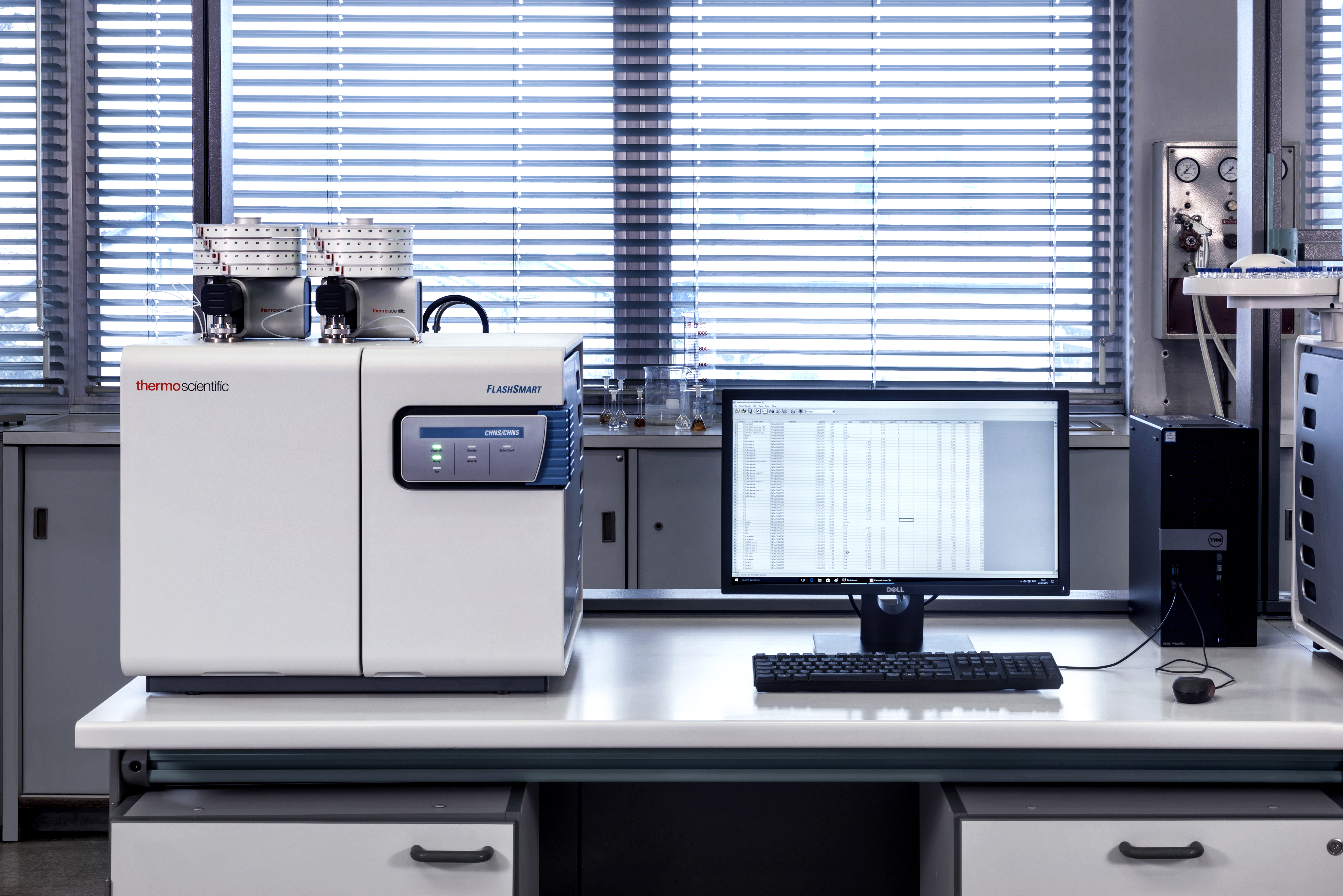
Sistema d'anàlisi elemental

L'anàlisi elemental pot ser qualitativa (determinant quins elements hi ha presents), i pot ser quantitativa (determinar la quantitat de cadascun d'ells presents). L'anàlisi elemental s'emmarca dins de l'àmbit de la química analítica, el conjunt d'instruments implicats en el desxiframent de la naturalesa química del nostre món.

## Història
Antoine Lavoisier és considerat l'inventor de l'anàlisi elemental com una eina quantitativa i experimental per avaluar la composició química d'un compost. En aquell moment, l'anàlisi elemental es basava en la determinació gravimètrica de materials absorbents específics abans i després de l'adsorció selectiva dels gasos de combustió. Actualment s'utilitzen sistemes totalment automatitzats basats en la conductivitat tèrmica o la detecció per espectroscòpia infraroja dels gasos de combustió, o altres mètodes espectroscòpics.

## Anàlisi CHNX

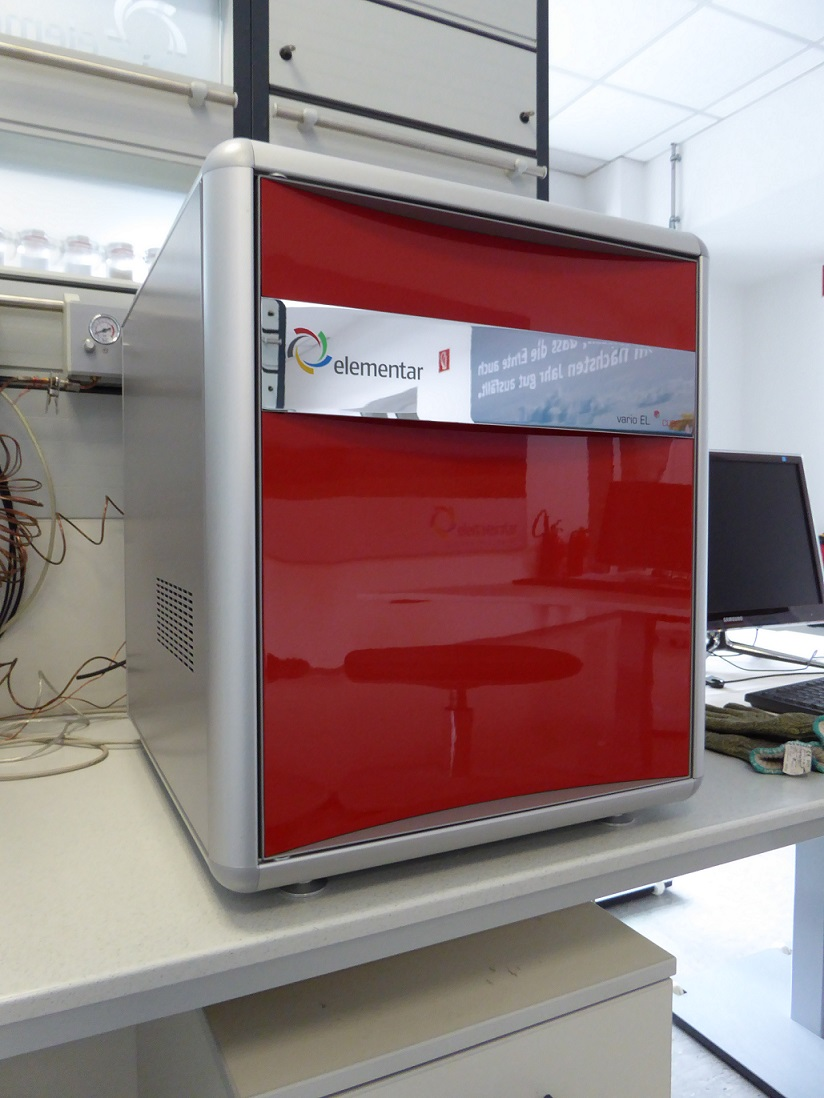
Analitzador de combustió CHNS simultània (2011)

Per als químics orgànics, l'anàlisi elemental gairebé sempre es refereix a l'anàlisi CHNX: la determinació de les fraccions de massa de carboni (C), hidrogen (H), nitrogen (N), i heteroàtoms (X) (halògens, sofre) d'una mostra.
Aquesta informació és important per ajudar a determinar l'estructura d'un compost desconegut, així com per ajudar a determinar l'estructura i la puresa d'un compost sintetitzat. En les tècniques espectroscòpiques actuals de química orgànica (RMN, tant de ¹H com 13C), l'espectrometria de masses i els procediments cromatogràfics han substituït l'anàlisi elemental com a tècnica principal per a la determinació estructural, tot i que encara ofereix informació complementària molt útil. També és el mètode més ràpid i econòmic per determinar la puresa de la mostra.
La forma més comuna d'anàlisi elemental, l'anàlisi CHNS, s'aconsegueix mitjançant l'anàlisi de combustió. Els analitzadors elementals moderns també són capaços de determinar simultàniament el sofre juntament amb el CHN en la mateixa prova de mesura.

## Anàlisi quantitativa
L'anàlisi quantitativa és la determinació de la massa de cada element o compost present. Altres mètodes quantitatius inclouen la gravimetria, l'espectroscòpia atòmica òptica i l'anàlisi per activació neutrònica:
- La gravimetria és on es dissol la mostra i després es precipita l'element d'interès i es mesura la seva massa, o es volatilitza l'element d'interès i es mesura la pèrdua de massa.
- L'espectroscòpia atòmica òptica inclou l'espectrometria d'absorció atòmica, l'espectroscòpia d'absorció atòmica per forn de grafit i l'espectrometria d'emissió atòmica de plasma d'acoblament inductiu, que sondegen l'estructura electrònica exterior dels àtoms.
- L'anàlisi per activació neutrònica implica l'activació d'una matriu mostra mitjançant el procés de captura de neutrons. Els nuclis radioactius resultants de la mostra comencen a decaure, emetent raigs gamma d'energies específiques que identifiquen els radioisòtops presents a la mostra. La concentració de cada anàlit es pot determinar per comparació amb un estàndard irradiat amb concentracions conegudes de cada anàlit.[7]

## Anàlisi qualitativa
Per determinar qualitativament quins elements existeixen en una mostra, els mètodes són:
- L'espectroscòpia atòmica, com l'espectrometria de masses per plasma d'acoblament inductiu, que sondeja la massa dels àtoms.
- L'espectroscòpia que sondeja l'estructura electrònica interna dels àtoms, com la fluorescència de raigs X, l'emissió de raigs X induïda per partícules, l'espectroscòpia de fotoelectrons emesos per raigs X, i l'espectroscòpia electrònica Auger.
- Mètodes químics, com la prova de fusió de sodi i l'oxidació de Schöniger.

## Anàlisi dels resultats
L'anàlisi dels resultats es realitza determinant la proporció d'elements dins de la mostra, i elaborant una fórmula empírica que encaixi amb aquests resultats. Aquest procés és útil, ja que ajuda a determinar si una mostra enviada és un compost desitjat i confirma la puresa d'un compost. La desviació acceptada dels resultats de l'anàlisi elemental respecte al calculat és del 0,3%.
Coneixent la fórmula mínima i el pes molecular d'un compost desconegut és possibile trobar-ne la fórmula molecular. Per exemple, si es considera un compost que ha resultat ésser format per un 56,3% de fòsfor (P) i el 43,7% d'oxigen (O). Els mols corresponents són nP = 56,3 / 30,98 = 1,82 i nO = 43,7 / 16 = 2,73. Dividint pel valor més baix obtingut, qu és 1,82, s'obté una relació entre els mols dels elements per a nP : nO = 1 : 1,5. El compost químic serà PO1,5, el qual multiplicat per 2 dona el compost P₂O₃.